# Orchid World
Orchid World (abreviado Orchid World) fue una revista con ilustraciones y descripciones botánicas que fue editada en Inglaterra desde 1911 hasta 1916, publicándose 6 números con el nombre de Orchid World; a Monthly Illustrated Journal Entirely Devoted to Orchidology.